# Marboreuma brouquissei
Marboreuma brouquissei är en mångfotingart som beskrevs av Jean-Paul Mauriès 1988. Marboreuma brouquissei ingår i släktet Marboreuma, ordningen vinterdubbelfotingar, klassen dubbelfotingar, fylumet leddjur och riket djur. Inga underarter finns listade i Catalogue of Life.